# Chafik Shimi
Pour les articles homonymes, voir Shimi.
Mohamed Chafik Shimi dit Chafik Shimi (en arabe :شفيق السحيمي) est un scénariste, dialoguiste, metteur en scène, réalisateur et acteur marocain né à Casablanca le 23 février 1948. Il a traduit et introduit le théâtre de Bertolt Brecht au Maroc dans les années 1970 et est particulièrement connu pour avoir réalisé le feuilleton Wouja'e Trabe, adapté de La Terre d'Émile Zola.

## Biographie
Après ses études secondaires il part deux ans au Liban. En revenant du Moyen-Orient, il se met à faire du théâtre amateur et traduit des pièces de Bertolt Brecht, auteur qu’il fera connaître au public marocain avec la collaboration de l’Institut Goethe de Casablanca. Il part en France où il décide de poursuivre des études de sociologie, puis d’économie. Deux ans plus tard, il change définitivement d’orientation et opte pour le département études théâtrales et cinématographiques de l’Université Paris VIII.
Il rentre alors au Conservatoire national supérieur d'art dramatique (CNSAD) de Paris où il reçoit une formation d’acteur sous la direction de Pierre Debauche, Marcel Bluwal, Antoine Vitez, Jean-Pierre Michaël et Michel Bouquet. En parallèle, il fréquente l’École du Louvre et y suit 4 ans des cours d’histoire de l'art. Chafik Shimi développe pendant cette période tout un travail sur le jeu du conteur et de l’acteur.
Chafik Shimi obtient en 1989 son doctorat d'État sur Identités du théâtre marocain.
Il est appelé en 1989 par Mohamed Benaïssa, Ministre de la culture de l’époque au Maroc, pour diriger l’Institut supérieur des arts dramatiques et de l'animation culturelle (ISADAC) à Rabat. Il s’y retrouve dans un poste d’enseignant parmi d’autres enseignants n’ayant aucun rapport avec le domaine de la création théâtrale, cinématographique ou audiovisuelle. Chafik Shimi quitte alors l’ISADAC pour enseigner le théâtre au sein du département de langue et de littérature française de l'Université Mohammed V de Rabat. Il fonde le Théâtre universitaire à Rabat. Plus de 200 étudiants et étudiantes participent à cette expérience d’une année.
En 1990, Chafik Shimi retourne à Paris pour continuer à enseigner le théâtre, à jouer et mettre en scène des pièces de théâtre en France, aux Pays-Bas et en Tunisie.
Chafik Shimi décide de remonter une troupe de théâtre dans son propre pays et rentre au Maroc en 1998. En décembre 1999, il crée la compagnie théâtrale Lamalif.
Le Théâtre Lamalif s’enracine dans le théâtre de Bertolt Brecht, de Peter Weiss, de Karl Valentin et de Sławomir Mrożek. Son animateur, Chafik Shimi, a vécu toute l’évolution du théâtre contemporain du Maroc et d’ailleurs, qu’il s’agisse du théâtre épique, d’agitation, d’indignation, de critique, de satire politique ou de théâtre documentaire.
Chafik Shimi a fait évoluer son écriture dramatique et scénique vers un théâtre de proximité, un théâtre qui parle aux citoyens sans chercher à usurper le rôle du politicien.
Après avoir fui le Maroc pour échapper à une affaire d'escroquerie et à une autre d'émission de chèques sans provision, deux infractions pénales qui risquaient de l'envoyer faire du théâtre derrière les barreaux, Shimi, qui possède la double nationalité, marocaine et française, s'est installé en France. 
Il y a été rejoint par Odile Levasseur, sa "fille". 

## Réalisations

### Pièces de théâtre
- Mémoires d'une femme tatouée de Mririda, Festival d'Avignon
- Abou Abdil, dernier roi de Grenade, Théâtre de la Cité internationale, Paris
- La Sortie au théâtre de Karl Valentin, Théâtre de Belleville
- La Ville de Paul Claudel, Phèdre et Bérénice de Jean Racine, Huis clos de Jean-Paul Sartre, dans le cadre du Département de langue et de littérature française (DLLF), Rabat
- Discussion entre père et fils au sujet de la guerre de Karl Valentin, Théâtre Zaza, Utrecht
- La Neige au milieu de l'été de Kuan Han Chin, Théâtre de la Cité internationale, Paris
- Sauve qui peut…, texte et mise en scène, Théâtre de la Cité internationale, Paris, Théâtre du Cheval fou, Avignon
- L'Audience et Vernissage de Václav Havel, Théâtre de la Maison du Brésil, Paris
- Les Émigrés de Sławomir Mrożek, avec la troupe de Théâtre Municipal de Tunis, Théâtre de Gennevilliers
- Le Gardien d’Harold Pinter, Théâtre de Goethe Institut, Casablanca
- H'midou, texte et mise en scène, Théâtre de la Cité internationale, Paris, Rotterdam, La Haye, Amsterdam, Utrecht, Arnhem, Eindhoven, Bruxelles, Helmond
- Guilgamech d'Abed Azrié, mise en scène Victor Garcia, Théâtre national de Chaillot
- Et les chiens se taisaient d’Aimé Césaire, mise en scène de Pierre Debauche, Théâtre Oblique
- Le Fou d'Elsa de Louis Aragon, Maison de la culture, Théâtre Nanterre-Amandiers
- Six actes pour le public du Living Theatre, Mogador, Paris VIII, Casablanca
- Animation autour du livre arabe : les séances et les miniatures d'Al Wassité, bibliothèques de l'Île-de-France
- Grand-peur et misère du Troisième Reich de Bertolt Brecht, Université de Vincennes
- La Gare, Théâtre Lehboul, Meknès
- L'Exception et la règle de Bertolt Brecht, Théâtre du Goethe Institut, Casablanca
- Les Tisserands de Gerhart Hauptmann, Théâtre municipal, Casablanca
- Woyzeck de Georg Büchner, texte et mise en scène, Théâtre municipal de Casablanca
- Nage ta mer, écriture et mise en scène, Casablanca (2000)

### Pièces de théâtre télévisées
- Lougeh Wa Laqfa, jouée en arabe dialectal par Mohammed Khayi et Chafik Shimi. Scénographie de l’artiste peintre Mohamed Hamidi. Cette pièce, adaptée des Émigrés de Sławomir Mrożek, est diffusée sur 2M en mai 2003
- El Manzeh, écriture et mise en scène, diffusée sur 2M en janvier 2004. Pièce inspirée de La Cerisaie de Anton Tchekhov et du film Le Salon de musique de l'Indien Satyajit Ray, scénographie signée Tayeb Saddiki.
- Cherradi, écriture et mise en scène, diffusée sur la TVM en mai 2004. Pièce transposée de Maître Puntila et son valet Matti de Bertolt Brecht.

### Feuilletons télévisés

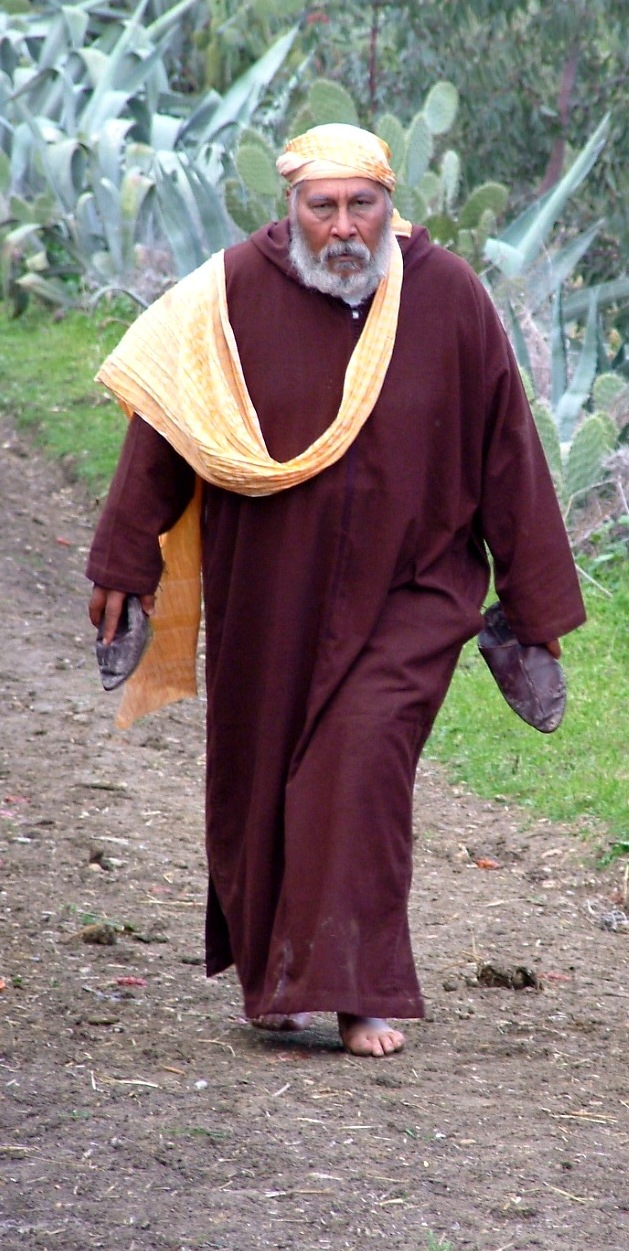
Chafik Shimi acteur dans la serie Wouja'e trab

- Al Aïn Wa Al Matfya (juillet 2002), feuilleton de 23 épisodes, réalisé et adapté de Manon des sources et Jean de Florette de Marcel Pagnol. Diffusé sur la TVM en 2002
- Wouja’e Trabe, feuilleton de 30 épisodes de 52 minutes, réalisé et adapté de La Terre d'Émile Zola. Diffusé sur 2M en 2006
- Tarrikte el Bettache, feuilleton de 30 épisodes de 52 minutes réalisé et adapté des Frères Karamazov de Fiodor Dostoïevski. Diffusé sur 2M en 2008
- Chouk Essedra [2], feuilleton de 60 épisodes de 52 minutes adapté du roman Les Misérables de Victor Hugo et transposé à la période de lutte du peuple marocain pour son indépendance de 1933 à 1956. En cours de production pour le compte de la SNRT.